# Green Day: Rock Band
Green Day : Rock Band es un videojuego musical que se estrenó el 8 de junio de 2010. Ha sido desarrollado por Harmonix Music Systems, publicado por MTV Games y distribuido por Electronic Arts. Es el quinto mayor lanzamiento en la serie de juegos Rock Band y, como en los otros juegos de la serie, permite a los jugadores simular que están tocando rock usando controles en forma de instrumentos musicales.
La banda sonora del juego se conforma con las canciones del grupo popular de punk rock Green Day. Green Day: Rock Band ofrecerá una representación virtual de los tres miembros de la banda interpretando las canciones en nuevos lugares diseñados para el juego. El juego incorporará las canciones existentes que ya han sido publicadas para Rock Band como contenido descargable, y le permitirá a los jugadores trasladar toda su lista de canciones de los otros Rock Band, excepto The Beatles: Rock Band.

## Jugabilidad
Green Day: Rock Band permite a los jugadores interpretar rock proporcionando hasta cuatro jugadores con la capacidad de jugar con tres controles diferentes representando instrumentos musicales  (un control de guitarra para la guitarra principal y el bajo, una batería para el baterista y un micrófono para el cantante). Los jugadores simulan tocar rock con sus controles presionando las notas que salen en la pantalla. Para la guitarra y el bajo, esto se logra presionando los botones de colores, que reemplazan a los trastes de una guitarra o de un bajo verdaderos, y moviendo la barra que reemplaza a las cuerdas del instrumento; para la batería, se requiere golpear el tambor del mismo color del de la pantalla, o pisando el pedal para simular las notas del bombo de la batería. Cuando se está cantando, el jugador debe cantar en relación con la voz original. Un indicador en la pantalla muestra la precisión del cantante en relación con la voz original. El juego soportara harmonías como se hizo en The Beatles: Rock Band, permitiendo a varios cantantes para realizar la parte vocal. Las harmonías se incluirán en las canciones ya existentes como contenido descargable.
Como en juegos anteriores de Rock Band, presionando las notas con éxito y en el orden adecuado se ganaran puntos para cada jugador e aumentara su "medidor de desempeño". Si un jugador falla con las notas, su medidor comenzará a gotear. Si el medidor se queda vacío, el jugador se verá obligado a abandonar el juego temporalmente, silenciando ese instrumento y causando que el rendimiento de los demás integrantes de la banda disminuya. Cualquier jugador que haya abandonado el juego puede ser "salvado" si otro jugador activa la "Sobremarcha", que se consigue al completar con éxito las secuencias especialmente marcadas, y para el guitarrista y el bajista, usando la barra de tremolo para alterar el tono de las notas marcadas. La supermarcha también puede ser usada para aumentar temporalmente la cantidad de puntos de la banda. La activación de la sobre marcha es específica para cada instrumento. Para la guitarra, el jugador deberá desplazar la guitarra hacía una posición vertical; para la batería, un tambor específico debe ser golpeado en el momento exacto cuando se solicite; y para las vocales, un ruido debe ser registrado por el micrófono cuando se solicite. El juego no incluirá ningún "Final Apoteósico", como venían haciendo las precuelas, en los que se les permite a los jugadores improvisar al final de una canción para una mayor puntuación. Tampoco tendrá secciones de palmadas para el vocalista.
Justo antes de empezar a tocar una canción, los jugadores tendrán que escoger su nivel de dificultad (desde "Fácil a "Experto"). Un "Modo sin fallos" estará también disponible al igual que en el Rock Band 2; accesible a él desde la selección de dificultad o desde el menú principal. Este modo ayuda a los jugadores a completar las canciones aunque su nivel de destreza no sea el necesario para completarla. Además, el "modo sin fallos" se activa automáticamente para cualquier jugador que escoja el nivel de dificultad "Fácil". Los jugadores también pueden escoger el bajo, la guitarra o la batería antes de empezar a tocar una canción. Una vez completada una canción, el juego da a los jugadores una puntuación en forma de estrellas, siendo una estrella la más baja y cinco la más alta. Las cinco estrellas doradas se pueden conseguir si toca la banda entera en modo experto con un buen nivel.
En Green Day: Rock Band existe un modo Carrera similar al de The Beatles: Rock Band, y permite también tocar cualquiera de las canciones disponibles por separado. El modo carrera tiene "meta-game" a través de diversos desafíos que posteriormente desbloqueará recompensas adicionales (fotografías o vídeos contenidos en el disco), como por completo todas las canciones de un grupo específico con una calificación de 4 estrellas o más. Adicionalmente, algunos retos requieren ganar suficiente "cred" fama para desbloquear más personajes; estos retos adicionales tres o cuatro canciones certain themes.  El modo de juego rápido permite a los jugadores seleccionar uno o más de las canciones disponibles para jugar fuera del modo carrera.
Un modo del juego, entrenador de batería, estará disponible en el juego para ayudar a que los jugadores se acomoden al instrumento. El entrenador de batería incluirá una serie de ritmos pregrabados que son utilizados en muchas canciones de Green Day, e incluirá "Grandes Éxitos de Trè", con tablaturas de batería y solos extraídos de las grabaciones de Green Day con Tre Cool, incluyendo un "feroz" solo que tendrá lugar entre dos lecciones diferentes.

## Instrumentos Periféricos
Todos los instrumentos periféricos de los otros Rock Band serán compatibles con la versión Green Day: Rock Band. Algunos controles para el Guitar Hero también serán compatibles con este juego. Mientras que The Beatles: Rock Band recibió instrumentos únicos para el juego, Green Day: Rock Band será solo el software y no se incluirán instrumentos propios.

## Música de selección
El juego será el primer juego de Harmonix para presentar un álbum completo en el juego de fábrica, con la totalidad de American Idiot, Dookie, y 21st Century Breakdown es jugable. La inclusión de todo el álbum de American Idiot era la pieza central del desarrollo del juego, de acuerdo con Chris Harmonix 'Foster, debido en parte a la naturaleza del disco que está destinado a ser escuchado en su conjunto, así como el éxito del álbum y el próximo musical de Broadway. Esto llevó al equipo a incluyendo también 21st Century Breakdown, un disco similar a American Idiot que está destinado a ser escuchado como una obra completa, como Harmonix ya había lanzado seis canciones del álbum como contenido descargable, que no querían hacer los que habían comprado las canciones tienen a pagar por ellos de nuevo en el juego completo, y en vez diseñado el juego para incorporar inmediatamente a los temas en el juego si el jugador ya les había comprado. Una vez que estos dos álbumes fueron seleccionados, CEO de Harmonix, Alex Rigopulos determinó que era necesario para incluir la plena álbum Dookie, el disco debut de la banda y uno de los discos más solicitados por los aficionados Rock Band, con el fin de completar la experiencia. A pesar de Harmonix ha considerado la inclusión de material desde las primeros álbumes de Green Day, 1,039 / Smoothed Out Slappy Hours y Kerplunk, las grabaciones maestras multi-pista no estaban disponibles, que eran requeridas por el motor del juego Rock Band para proporcionar información adecuada al jugar.De acuerdo con Tre, mientras que las cintas maestras de Kerplunk existen, están en mal estado y el proceso para digitalizar destruiría las cintas y, como tal, Tre Cool declaró "Estamos asegurándonos que tenemos los Datos derecho a hacerlo" como contenido descargable para el futuro potencial del juego. Harmonix optó contra el uso de versiones en vivo de canciones de estos álbumes, sintiendo que necesitaba el juego para quedarse con las versiones de estudio de las canciones. Una vez que Harmonix había seleccionado para centrarse en los tres álbumes, se decidió no incluir ninguna adicionales no relacionados con Green Day , enfocándose en cambio en el redondeo de la historia del grupo de presentar una completa experiencia de Green day.

## Promoción
Para promocionar el juego Harmonix Music y MTV usaron:
- Unos videos de la banda tocando canciones de American Idiot, 21st Century Breakdown y de Dookie.
- Un video en World Premiere de  Green Day  promocionando el juego.
- Una vista a las avenidas que se usan en el juego.
- Un vistazo de como se hizo el juego (en MTV).
- Un especial mostrando al Cast de American Idiot y con el Tracklist de las canciones, como presentadores se tiene al trio de Green Day y se va a mostrar como empezaron, su Ópera Rock, y va a contar con las opiniones del Casting de American Idiot (se estrena el 13 de junio en Latinoamérica).